# Arenga wightii
Arenga wightii är en enhjärtbladig växtart som beskrevs av William Griffiths. Arenga wightii ingår i släktet Arenga och familjen Arecaceae. IUCN kategoriserar arten globalt som sårbar. Inga underarter finns listade i Catalogue of Life.

## Bildgalleri

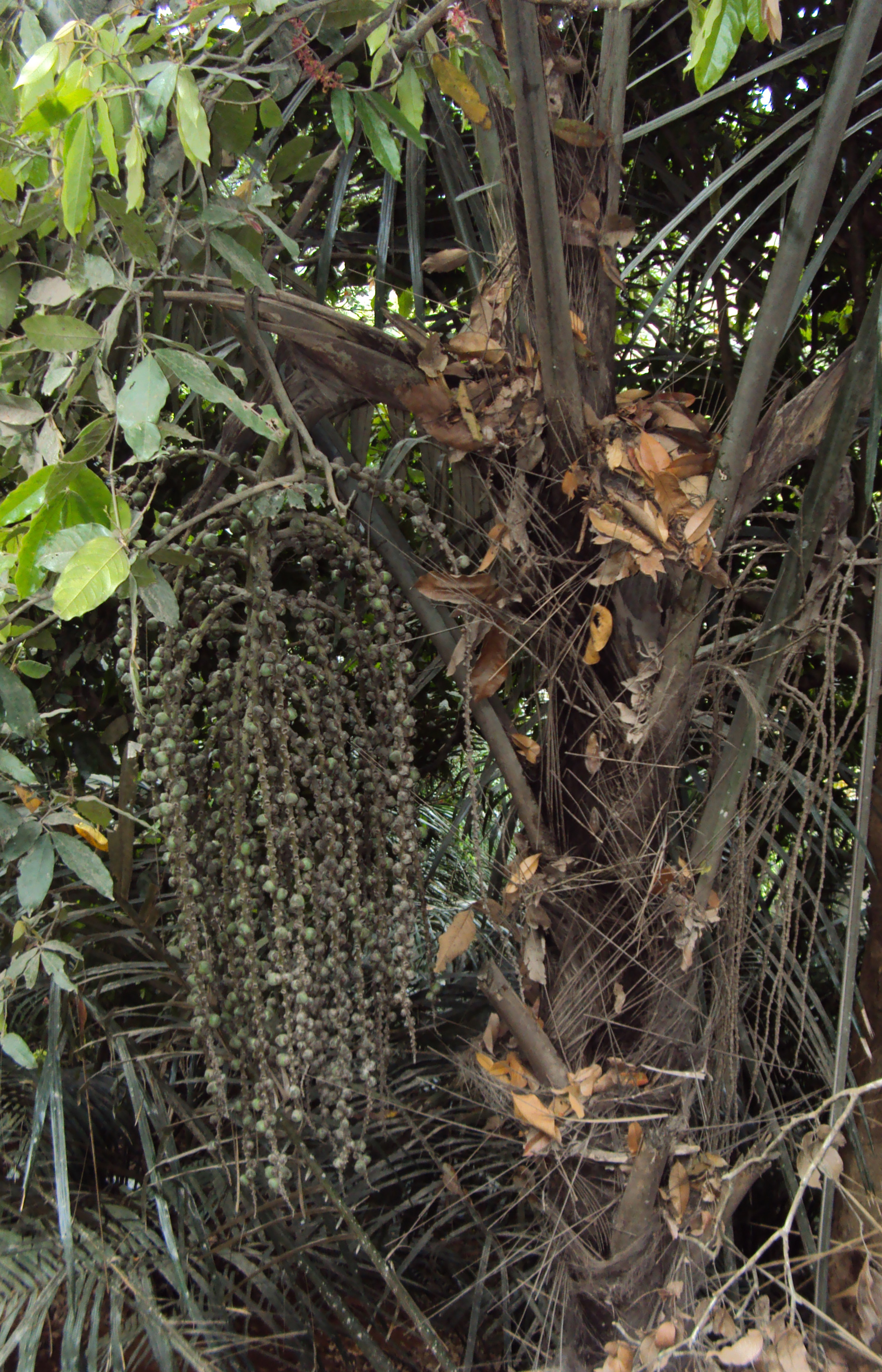
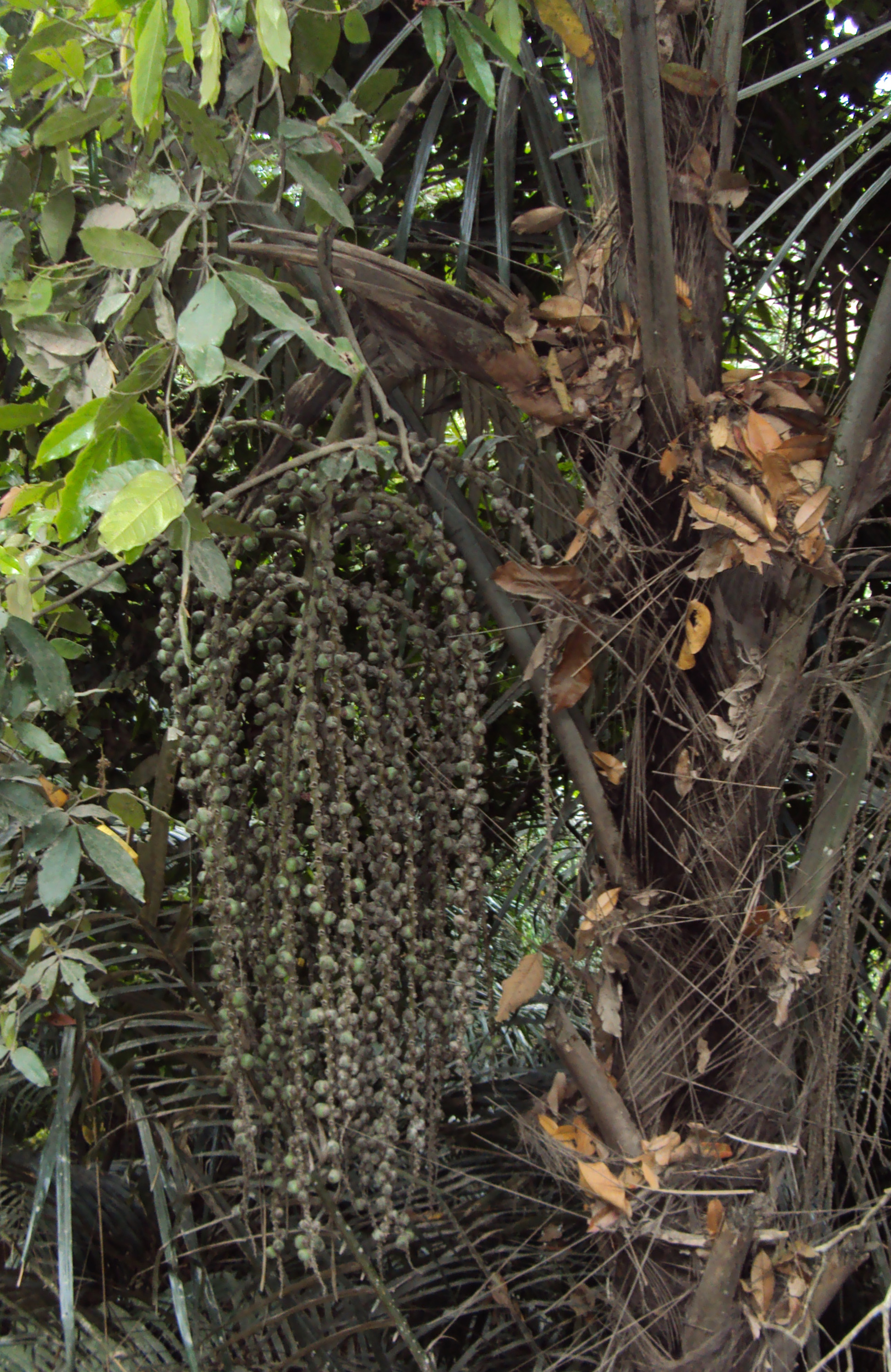